# Uwe Neupert
Uwe Neupert (ur. 5 sierpnia 1957 w Greiz) – wschodnioniemiecki zapaśnik walczący zazwyczaj w stylu wolnym. Dwukrotny olimpijczyk. Srebrny medalista z Moskwy 1980 i czwarty w Seulu 1988. Walczył w kategorii 90 – 100 kg.
Zdobył osiem medali mistrzostw świata; złoty w 1978 i 1982. Dziesięiokrotny medalista mistrzostw Europy w latach 1978 – 1988 roku.
Mistrz NRD w stylu klasycznym w 1981, 1982, 1985; drugi w 1983. Mistrz w stylu wolnym w latach 1977 – 1983, 1985 i 1986; drugi w 1984; trzeci w 1976 roku.